# Американски водни змии
Американските водни змии (Nerodia) са род влечуги от семейство Смокообразни (Colubridae).
Таксонът е описан за пръв път от американския естественик Спенсър Фулъртън Бърд през 1853 година.

## Видове
- Nerodia clarkii
- Nerodia compressicauda
- Nerodia couchii
- Nerodia cyclopion
- Nerodia erythrogaster
- Nerodia fasciata
- Nerodia floridana
- Nerodia harteri
- Nerodia paucimaculata
- Nerodia rhombifer
- Nerodia sipedon – Северна водна змия
- Nerodia taxispilota – Кафява американска змия
- Nerodia valida